# Герб Сатана
Ге́рб Сата́на — офіційний символ містечка Сатан, Португалія. Використовується як територіальний герб. У срібному щиті пучок із шести золотих пшеничних колосків, перев'язаних по середині золотою стрічкою. Обабіч два пурпурових виноградних грона із зеленим листям. Щит увінчує срібна мурована містечкова корона з чотирма вежами.  Під щитом біла стрічка, на якій великими літерами напис португальською: «vila de Sátão» (містечко Сатан).  Офіційно затверджений 27 березня 1935 року.  

## Галерея

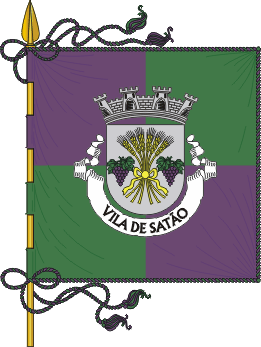
Прапор